# Chaetium
Chaetium is een geslacht uit de grassenfamilie (Poaceae). De soorten van dit geslacht komen voor in Amerika.

## Soorten
De Catalogue of New World Grasses [27 november 2011] erkent de volgende drie soorten: 
- Chaetium bromoides
- Chaetium cubanum
- Chaetium festucoides